# Teatro español de la primera mitad del siglo XX

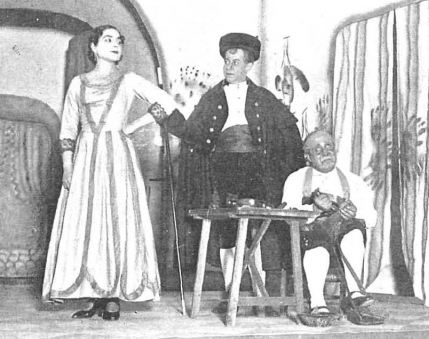
Representación en 1931 de La zapatera prodigiosa, de García Lorca, con Margarita Xirgu, José Cañizares y Alejandro Máximo, en escena.

El teatro español de la primera mitad del siglo XX, escindido y marcado por la guerra civil española, puede dividirse en dos periodos. El primero de ellos (1920-1937), de signo creciente, y con dos referencias claras, la obra dramática de Valle-Inclán y el teatro imposible de García Lorca, único autor español con proyección internacional. El segundo periodo, más breve y gris, reconocido como teatro de posguerra, tuvo a su vez dos dramaturgias, la desarrollada y representada en España, definida como «un teatro que divierte ideologizando», y el teatro escrito en el exilio de autores como Rafael Alberti, Alejandro Casona o Max Aub, entre otros.

## En el contexto europeo
A principios del siglo XX el teatro español continuaba estancado en fórmulas decimonónicas, ajeno a la renovación emprendida en otros países europeos por directores y dramaturgos como Stanislavski, Gordon Craig, Antoine o el suizo Adolphe Appia.
Ya a lo largo del siglo XIX la oferta y la demanda teatrales se habían ordenado en dos categorías: un teatro "selecto" (por la selección de los temas, afines a la burguesía que lo consumía), "caro" (y por tanto también selecto económicamente) y materializado en subgéneros muy diversos, desde la alta comedia al teatro poético de filiación modernistas; y frente a él, un teatro "popular", cuyos personajes eran estereotipos de las clases menos pudientes, que alcanzó su máxima expresión en el sainete social, y con la participación estelar de grandes autores como Carlos Arniches o Benavente, más tarde Premio Nobel.

## Tradición e ideología
Hasta 1920, una parte importante del panorama teatral español continuaba anclado todavía en un romanticismo trasnochado, con Eduardo Marquina como mejor representante, autor de títulos tan rancios y sonoros como En Flandes se ha puesto el sol (1910) o Por los pecados del Rey (1913). Espíritu que también impregnó las primeras obras de Valle-Inclán, como por ejemplo Voces de gesta, de 1911. En su mayor parte, la línea más tradicional del teatro nacional –y sus discursos más apegados al tradicionalismo católico en concreto– habían entrado en conflicto (y en ocasiones en agresiva polémica) con el discurso teatral liberal y el compromiso ideológico, humano o político de autores como Galdós (diputado el 1907); Unamuno (socialista desde 1892 a 1897, se presentó a diputado en las elecciones de 1896); Azorín (en su juventud presumía de pro-anarquista); Blasco Ibáñez (republicano y diputado en varias ocasiones), o Linares Rivas (político canovista). En aquellos principios de siglo xx todavía se mantenía en los escenarios la hegemonía de José Echegaray, ministro en 1897 y 1905, y premio Nobel de literatura en 1904, con sus dramas posrománticos y melodramáticos, «...sus obras eran auténticos dramas de chistera, cuyo estudio da importantes claves para la sociología de la escena de la época».
También fue relativamente popular, al inicio de ese siglo, un tipo de teatro "poético", en ocasiones versificado, con claves modernistas. Su principal representante fue el poeta Francisco Villaespesa, cuyos argumentos utilizaban los temas históricos o de leyenda. Otros autores de dramas en verso fueron los hermanos Antonio y Manuel Machado, además del citado Eduardo Marquina.

### Teatro de divas, tarea de genios
En cuanto al entramado y al entorno del teatro español antes y después del cambio de siglo, la propia servidumbre del arte a los gustos de los que lo mantenían había instituido en España una implacable dictadura de compañías de grandes actores y actrices mimados por un público de élite. Así, algunas grandes estrellas de la escena imponían sus criterios sobre directores y empresarios, reducidos a meros comparsas. También hubo profesionales valiosos y libres de divismo, como la actriz y "musa lorquiana" Margarita Xirgu o el empresario y dramaturgo modernista Gregorio Martínez Sierra. Los tímidos esfuerzos renovadores quedaron a cargo de pequeñas salas, entre las que destacó el "Teatre Íntim" de Adriá Gual, dramaturgo simbolista, pintor, escenógrafo y empresario teatral, impulsor de la Escuela Catalana de Arte Dramático. Entre los más jóvenes, cabe destacar el teatro poético y misterioso de Alejandro Casona, creador del "Teatro ambulante" o "Teatro del pueblo", y activo participante en las Misiones Pedagógicas, creadas durante la Segunda República Española.

## Teatro comercial del primer tercio delsigloXX
Se pueden distinguir tres líneas principales: la evolución del drama burgués hacia el drama social, la creación de una variedad del género cómico, el ‘teatro humorístico’ (supuestamente precursor del teatro del absurdo), y el desarrollo de un teatro de experimentación y vanguardia.

### El drama social y el drama burgués
Inicialmente, el "teatro social", que como apuntó Torrente Ballester tenía su origen en Lope de Vega, y fue plato favorito de Benito Pérez Galdós, tuvo su principal representante en Joaquín Dicenta, que desbarató el dramá burgués con sus mismas armas (el melodrama), presentando en situaciones hasta entonces reservadas a nobles y burgueses, a personajes de las clases sociales menos favorecidas.
Por su parte, el "drama burgués", herencia del siglo XIX español, se especializó en retratar conflictos surgidos en el seno de la clase media-alta de la sociedad, que era su público más asiduo; de ahí que la crítica contenida en algunos de sus mejores ejemplos estuviese presentada de forma amable. El mejor exponente fue Jacinto Benavente, Premio Nobel de Literatura en 1922, y junto a él Gregorio Martínez Sierra. Ya hacia la mitad del siglo, algunos autores partieron de la estructura de la comedia burguesa para aportar visiones particulares. Es el caso, por ejemplo, de Alejandro Casona con obras llenas de fantasía, nostalgia y referencias populares, que continuó en el exilio.

### Del sainete al absurdo
Ya antes del trauma de la guerra civil española, gran parte de la cartelera teatral estuvo dominada por las diferentes modalidades cómicas. Carlos Arniches y sus sainetes, Joaquín y Serafín Álvarez Quintero, Francisco Serrano Anguita, Anselmo C. Carreño, José Fernández del Villar, Francisco Ramos de Castro, Enrique García Álvarez, Luis Fernández de Sevilla o Pedro Muñoz Seca con el astracán, representantes más o menos afortunados de un teatro popular heredero de toda una tradición en la historia literaria española. No obstante, el capítulo más original del género cómico en el teatro comercial español del primer tercio del siglo XX, no llegó hasta el final de este periodo, en los años inmediatamente posteriores a la Guerra Civil. El precedente literario pudo ser Ramón Gómez de la Serna. Sus máximos ejecutores, dos madrileños: Miguel Mihura y Jardiel Poncela, padres de un teatro del absurdo "dulce, amable y sentimetal", con una pizca de surrealismo casi infantil.

## Experimentación y vanguardias
El siglo XX se ha considerado el de la gran renovación del Teatro. La aparición en el plano internacional de directores que revalorizaron los textos de autores como Ibsen o Chéjov, la incorporación de avances técnicos como la iluminación eléctrica, las nuevas posibilidades escenográficas y la aparición del cine como nuevo arte, determinaron la renovación escénica. En España fue determinante la aportación teórica de autores preocupados por traspasar la barrera de un público burgués y convertir el teatro en un medio cultural comprometido con las clases populares.
La evolución de la historia del teatro español del siglo XX estuvo definida por los intentos innovadores de un grupo de dramaturgos, muchos de ellos procedentes de otros géneros literarios e integrantes de las llamadas Generación del 98 y Generación del 27. Así, por ejemplo, Azorín (y su teatro sin drama) o Miguel de Unamuno, autor este último de obras que, a pesar de sus carencias en la concepción del espectáculo teatral, presentan singular interés. Mención aparte merecen Jacinto Grau y Ramón Gómez de la Serna. No obstante, los autores cuyas propuestas han perdurado más, fueron Ramón María del Valle-Inclán y Federico García Lorca; ambos, en su conjunto, representan quizás lo mejor del teatro contemporáneo español. Entre los más jóvenes también podrían incluirse los nombres de Rafael Alberti, que cultivó un teatro poético cargado de símbolos, y el también poeta Pedro Salinas, cuyas obras, a causa del exilio, serían poco conocidas en España y cuando, más tarde se estrenaron o editaron no tuvieron especial eco.

## Guerra civil y desbandada
El estallido de la guerra civil española conmocionó la escena teatral. La calidad de las obras decayó en favor de la política de propagandas de las distintas ideologías. Hubo sin embargo interesantes iniciativas durante ese controvertido periodo; así, por ejemplo, el trabajo de investigación de Rivas Cherif y su grupo El Caracol, o fenómenos de raíz universitaria, como El Búho, de Max Aub, o La Barraca, de Eduardo Ugarte y Federico García Lorca, nacida al comienzo de la Segunda República e integrada dentro del proyecto gubernamental de las Misiones Pedagógicas, pretendiendo llevar el teatro clásico español a zonas con poca actividad cultural de la península ibérica. Otros jóvenes poetas que se iniciaron en los años de la contienda en un teatro imaginativo más circunstancial que valioso fueron Rafael Alberti y Miguel Hernández.
Una de las consecuencias más devastadoras del conflicto bélico del treintaiséis fue, en el contexto teatral, la desbandada de un importante grupo de autores que se diseminaron por el mundo en el camino del exilio español.

## Teatro de posguerra
A partir de 1939 continuaron en las carteleras teatrales autores de glorioso pasado, como Jacinto Benavente o Eduardo Marquina, Pedro Muñoz Seca, Carlos Arniches y los hermanos Álvarez Quintero. Junto a ellos hay que anotar a los dramaturgos afectos al régimen que habían iniciado su carrera antes de 1939, o que lo hicieron en los años siguientes, y que, a lo largo de tres décadas, obtuvieron notables éxitos de público: Joaquín Calvo Sotelo, Luis Escobar, Agustín de Foxá, Juan Ignacio Luca de Tena, Edgar Neville o José María Pemán. Muchos de ellos siguieron las pautas del teatro de Benavente, los dramas trascendentes -con tesis de profundidad más aparente que real-, y la defensa de los más rancios valores tradicionales. Paralelamente, cultivaron la comedia de evasión, poética, de corte humorístico, sentimental, fantástico o intrascendente. Se recuperó el drama histórico, con el fin de idealizar el pasado o de reconstruirlo ideológicamente.
A pesar de todo, los textos clásicos y de destacados autores extranjeros tuvieron progresiva acogida en los teatros nacionales Español y María Guerrero, creados en 1940, y con más presencia en los teatros «íntimos» y «de Cámara» y en los grupos universitarios herederos del Teatro Español Universitario.

### Teatro de humor
El teatro de humor de posguerra tuvo sus mejores representantes en Jardiel Poncela y en Miguel Mihura, acompañados, en una línea más tradicional, por Tono Andreu, Álvaro de Laiglesia y Carlos y Jorge Llopis. Muchos de ellos podrían considerarse herederos del humorismo disparatado y absurdo de Ramón Gómez de la Serna. En su defensa, muchos críticos han coincidido en que el yugo de la censura agudizaba el ingenio y limitaba los campos.

### El umbral del cambio
En 1949, con el estreno de Historia de una escalera, de Antonio Buero Vallejo, se inicia un cambio importante en el teatro español. Para Gonzalo Torrente Ballester, el público madrileño asistía a las representaciones de dicha obra para «contemplar algo más hondo que la realidad -porque la mentira es una forma de realidad-. Iba a ver la verdad, sencillamente».